# Farra d'Isonzo
Farra d'Isonzo es una localidad y comune italiana de la provincia de Gorizia, región de Friuli-Venecia Julia, con 1.780 habitantes.

## Evolución demográfica
| Gráfica de evolución demográfica de Farra d'Isonzo entre 1861 y 2001 |
|                                                                      |
| Fuente ISTAT - elaboración gráfica de Wikipedia                      |